# Nitramonia
Nitramonia Făgăraș este o companie din industria chimică din România.
În anul 2006 compania a fost divizată în cinci societăți: Nitrofertilizer S.A., care produce îngrășăminte și produse din azot, Nitroexplosives S.A. - producător de explozivi, Nitroservice S.A., cu activitate în construcții inginerești, Nitrocontrol S.A. (tratarea apelor uzate) și Nitrotrans S.A., care are ca obiect principal de activitate transporturile pe calea ferată.
În august 2007, cele cinci societăți ale Nitramonia au intrat în lichidare voluntară.
În decembrie 2007, societatea Viromet, deținută de omul de afaceri Ioan Niculae, a câștigat licitația de vânzare a celor cinci societăți de pe platforma Nitramonia Făgăraș.
În martie 2009, cele cinci companii de pe platforma Nitramonia au fost reunite înfiiințând combinatul chimic Nitroporos,
iar în octombrie 2009 și-a reluat activitatea, fiind oprit din nou în 2014.
Număr de angajați:
- 2011: 600[7]
- 2009: 600[8]

Cifra de afaceri în 2011: 5,8 milioane euro

## Echipa de fotbal
Echipa de fotbal AS Nitramonia Făgăraș a evoluat mulți ani în Divizia B, fiind sprijinită până în anul 2004 de SC Nitramonia.